# 9797 Raes
9797 Raes è un asteroide della fascia principale. Scoperto nel 1996, presenta un'orbita caratterizzata da un semiasse maggiore pari a 3,1731791 UA e da un'eccentricità di 0,1652354, inclinata di 1,21141° rispetto all'eclittica.